# Miletus carrinas
Miletus carrinas är en fjärilsart som beskrevs av Hans Fruhstorfer 1915. Miletus carrinas ingår i släktet Miletus och familjen juvelvingar. Inga underarter finns listade i Catalogue of Life.